# 御座船
御座船 （ござぶね）は、日本の歴史上、天皇・公家・将軍・大名などの貴人が乗るための豪華な船のこと。西洋でいう遊行用のヨットに相当する性格の船である。河川用のものは川御座船、海用のものは海御座船とも呼ぶ。

## 概略
その型は時代や用途によって異なる。

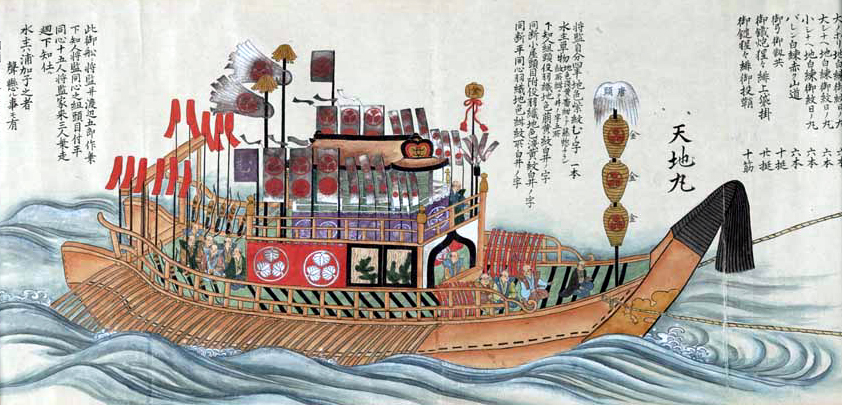
徳川将軍家の御座船天地丸

屋形（上部構造物）だけでも数種あるが、総じて中倉を屋形とし、これを上段といって、その後を次之間、その後倉を舳屋根またその後に出屋根というものがあり、その上に太鼓楼がある。上段の前倉を床几といい、その前に表出屋根、その下に小床几、左右に旅屋根がある。
天皇の御座船は茅萱葺きで、千木・鰹木を上せる。将軍の御座船は檜皮葺きで鯱を上せる。そのほかのものは栃葺きで箱棟鬼板があり、唐破風、てり破風、むくり破風、あるいは入母屋造、横棟造で、上屋形があり、また左右の高欄胴舟梁まであるのが普通であった。
室町幕府の足利将軍の御座船は、『梅松論』に
とあるのをもってその一端を窺うことができる。
江戸時代には大型軍船の保有が禁止（大船建造の禁）されたため、代わりに各大名たちは、中型軍船である関船を華麗に飾り立てて海御座船として使用した。徳川将軍家も、御座船として小艪76挺立の関船「天地丸」を江戸時代を通じて運用した。御座船は参勤交代に用いられたほか、琉球使節の江戸上り・朝鮮通信使の送迎に用いられた。送迎役となる九州・四国・瀬戸内海から伏見に至る諸大名のほか、徳川将軍家も大阪に4隻の御座船を常備していた。
川の瀬が浅く正規の御座船が通らない場合は、これに代わる船を御召替舟（または中御座船や小御座船）を使用した。

## 保存
- 船屋形 - 姫路藩の川御座船の上部構造物の遺物[2]。
- 西光寺 (香川県宇多津町) - 多度津藩の御座船「日吉丸」の上部構造物を茶室として移築。
- 熊本博物館 - 熊本藩の御座船「波奈之丸」の上部構造物を展示している。

### 逸失
- 1942年に愛知県富田村の旧家で尾張藩の御座船を解体保存されていたものが再発見され、江戸時代初期に徳川義直が使用していた「菊栄丸」であることが確認された。その後、下出源七が所有して復元作業が行われたが[3]、第二次世界大戦を挟んで消息が不明となった。